# Comics Pocket
Comics Pocket est une collection de bande dessinée en petit format parue chez l’éditeur Arédit/Artima de 1966 à 1984.

## Historique
Créée juste après l'acquisition d’Artima par les Presses de la Cité, cette collection a d'abord adapté des romans du Fleuve noir, des Presses de la Cité et de Plon en bande dessinée, dans des revues telles que : Anticipation, Atomos, Calone, Camberra, Flash, Lecomte, Maniaks, OSS 117, Petitjean, Sidéral, TTX75, Le Vicomte. 
Rapidement, l'éditeur se tourne aussi vers l'adaptation en français de bandes dessinées américaines : les Marvel Comics - que les éditions Lug vont rendre populaires à travers les super-héros de Strange et ses avatars - mais aussi quasiment toute la production DC Comics, jusqu'alors presque totalement inédite (à l'exception notable de Superman et de Batman dont les droits sont alors détenus en exclusivité par Sagédition).
On voit alors apparaître une multitude de petits formats en noir et blanc, comme Aventures Fiction, Bat Lash, Brûlant,  Choc, Clameurs, Conan, Démon, Dracula, Eclipso, Étranges Aventures,  Frankenstein, Hallucinations, Il est minuit, L'Inattendu, L'Insolite, Kamandi, La Maison du Mystère, Le Manoir des fantômes, Névrose, Raid de janvier 1982 à octobre 1982 (4 numéros) , Richard Dragon, Satan, Spectre, Spectral ou Vengeur.